# 学校法人灘育英会
学校法人灘育英会（がっこうほうじん なだいくえいかい）は、日本の学校法人。